# グラーグ57
グラーグ57(英語: The Secret Speech)は、2009年に出版されたトム・ロブ・スミスの長編小説である。『チャイルド44』の続編であり、その三年後を舞台としている。
国家に奉仕する人生と訣別し、人として生きる道を選んだ主人公レオが、フルシチョフによるスターリン批判により再び窮地に陥り、畳みかけるような展開は破天荒であるが、読者の意表をつく物語を、家族の絆という骨太のテーマがしっかりと支え、歴史の間に沈むロシアの闇を暗く浮かび上がらせている。

## あらすじ
1949年、ジェカブス・ドロズドフは群衆の前でモスクワのサンクト・ソフィア教会を爆破した。レオ・デミドフは神学校を卒業したばかりのマクシムという青年を装って元司祭のラーザリに接近し、サンクト・ソフィア教会の爆破を後押しする工作を行った。
その7年後、小さな印刷所の所長をしていたスレン・モスクヴィンという55歳の男性が喉を掻き切られた状態で発見される。モスクヴィンの二人の息子が現場に現れ、彼らの父親は事業に悩んでおり、自殺したのだと説明した。ところが、ソビエト連邦では自殺は他殺と同様に犯罪と見なされていた為、国家保安省の元職員のレオが捜査する事となった。彼はスレン・モスクヴィンが国家機密に触れた為に口を封じられたのではないかと推察する。
そうした中、レオの元上司ニコライの所に脅迫めいた届け物が何度も届く。その内容は、ニコライがかつて無実の人々を逮捕や拷問をしたという事実が書かれてあった。レオの妻ライーサが学校で授業をしている時に、ニキータ・フルシチョフによるスターリン批判が始まる。スターリン時代に犯罪者とされた人々が復権し、不当に逮捕拷問をして来た警察関係者達が摘発される様になった。これによって自分が今までして来た事の全てが否定されてしまう。
その頃、レオが養女として引き取っていたゾーヤが何物かによって誘拐される。フロル・パニンの指令によって抑留されたラーザリを救い出す為に、レオは囚人護送船スタールイ・ボルシェヴィキ号を経て強制労働収容所に潜入し、彼をモスクワに連れ帰ろうとしたが、彼に死なれてしまう。亡くなったと聞かされていたゾーヤが生きているとパニンから聞いたレオはハンガリーに渡り、そこでゾーヤや妻のライーサと再会するが、同時にハンガリー動乱に遭遇してしまう。

## 登場人物

### メインキャラクター
レオ・ステパノヴィッチ・デミドフ
国家保安庁の職員。デミドフ夫妻に引き取られる（生命の危機に晒されショックで短期的に記憶喪失となる）迄の氏名は「パーヴェル・トロフィモヴィッチ・シドロフ」。
ライーサ・デミドフ
レオの妻で学校の教師。
ステパン・デミドフ
レオの養父（戸籍上は実父）。
アンナ・デミドフ
レオの養母（戸籍上は実母）。
フロル・パニン
レオの上司。内務省犯罪捜査本部所属。
ティムール・ネステロフ
レオの部下。
アベル・プレゼント
地方長官。
ジョレス・シニャフスキー
第57強制労働収容所の所長。
ラーザリ
サンクト・ソフィア教会の元司祭。
フラエラ(アニーシャ)
ラーザリの妻。
マリシュ
フラエラの部下。文字の読み書きが出来ない。
ニコライ・ボリソフ
レオの昔の上司。
カーロイ・テブラーシュ
ハンガリー人の通訳。
ゲネリフ・ドワキン
囚人護送船スタールイ・ボルシェヴィキ号の警備兵。

### その他のキャラクター
ジェカブス・ドロズドフ
50歳。サンクト・ソフィア教会を爆破。
マクシム
24歳。モスクワ神学大学卒業生。ラーザリの弟子。正体はレオ・デミドフ。
スレン・モスクヴィン
55歳。印刷所所長。国家保安省の元警備兵。
フセヴォロド
スレン・モスクヴィンの息子。
アクヴセンティ
スレン・モスクヴィンの息子。
ロベルト・エイへ
革命以前から共産党員。中央委員会政治局候補。反逆者と告発され、銃殺刑。
ゾーヤ
14歳。レオの養子。
エレナ
7歳。レオの養子。
ユリア・プシュコワ
女性。ライーサ・デミドフの同僚。ゾーヤの担任。
クラシコフ
75歳。総主教。ラーザリを密告。
カルル・エヌキゼ
リツェイ第一五三五校　校長。ゾーヤの事件をKGBに報告。
ヤコフ・メシング
30代後半。囚人護送船スタールイ・ボルシェヴィキ号の警備兵。正体はティムール・ネステロフ。
アレクセイ
ラーザリとアニーシャの息子。
ゲオルギー・ヴァヴィロフ
赤毛の男。ラーザリの弟子。
マリーナ・ニウリーナ
30代。チェキスト。
コンスタンチン
飛行機の操縦士の訓練生。
フィリップ
47歳。腕のいいパン屋。
グラチェフ少佐
殺人課の元上司。改革推進派。
ニーナ
フロル・パニンの妻。
ジョルト・ポルガール
ハンガリー技術系の学生。通訳。ハンガリー人外交官の息子。
ピョートル・オルロフ
20代後半。ソ連の若手作曲家。
ロベルト・メシク
音楽家。キリルの作品を自分の名で発表。
キリル
作曲家。音楽の天才。昔，レオ・デミドフが逮捕。

## 用語
ヴォリ
強制収容所で兄弟の絆を深めた犯罪者集団。国家の支配の及ばない唯一の集団。
クリクハ
ヴォリの通り名。
グラーグ
強制労働収容所。
ウルキ
犯罪常習者。
ラグプーンクト
小規模収容所。
ヴァフタ
警備詰所。
チェキスト
ソ連における秘密警察、情報機関員の総称。